# 鈴木庸之
鈴木 庸之（すずき のぶゆき、1985年11月11日 - ）は、新潟県燕市出身の競輪選手。日本競輪学校（当時。以下、競輪学校）第92期生。日本競輪選手会新潟支部所属、ホームバンクは弥彦競輪場。

## 来歴
新潟県立燕工業高等学校在学中に自転車競技を始める。2003年に出場した国民体育大会ではスプリント部門で6位に入賞した（優勝は福島県代表の新田祐大）。卒業後は競輪選手を志し、地元の実業団クラブ「SOUL BICYCLE 弥彦」所属で全日本実業団自転車競技選手権に出場。スプリント、1kmT.T両部門で2位となる。
2006年、競輪学校に第92期生として入学。翌2007年に卒業し、同年7月に青森競輪場でデビューした。2009年にS級へ昇級。2012年に宇都宮競輪場で行われたF1開催でS級初優勝、2015年にはGIII・松阪記念を優勝している。弥彦の専門誌『新潟スポーツ』は「位置取りで脚を使い、最後にまくって仕留められるようになった。ヨコの動きもうまくなり、2018年には自在選手として完成してきた」と評価している。
しかし、2019年以降は度重なる腰の不調に苦しめられている。2019年5月に腰椎ヘルニア手術で戦線を離脱し、同年12月まで長期欠場した。術後には一時寝たきりの状態になり、リハビリ後の練習では当時現役のガールズケイリン選手であった田中麻衣美のダッシュにもついていけない状態であったという。復帰後の2020年にはナイターGIII・函館ミリオンナイトカップを制覇、競輪祭で特別初優出を記録するなど、キャリアを順調に取り戻していたかのように見えたが、弥彦での地元開催となった2021年の寬仁親王牌で再び腰痛を発症。2022年4月まで再び長期欠場した。